# 1. florbalová liga žen 2002/2003
1. florbalová liga žen 2002/2003 byla 9. ročníkem nejvyšší ženské florbalové soutěže v Česku.
V této sezóně byla soutěž rozšířena z 10 na 12 týmů. Play-off nově hrálo od čtvrtfinále prvních osm týmů základní části. Poslední tři týmy základní části sestoupily.
Vítězem ročníku se potřetí v řadě stal tým FBC Liberec Crazy Girls po porážce týmu HFK Děkanka ve finále.
V této sezóně se poprvé hrálo na čistý čas. Nově se také hrálo prodloužení v případě remízy po základní hrací době a došlo k související změně v počtu bodů za vyhraný zápas.
Nováčky v této sezoně byly týmy Lhokamo Praha, TJ MEZ Vsetín, SK JME Jihlava a Panthers Otrokovice, které doplnily soutěž na 12 týmů. Nové týmy skončily na posledních čtyřech místech, a tedy kromě devátého Lhokama sestoupily zpět do nižší soutěže.

## Základní část
| Poř. | Tým                     | Záp. | Výh. | Výh.p | Rem. | Pro.p | Pro. | Branky    | Body |
| ---- | ----------------------- | ---- | ---- | ----- | ---- | ----- | ---- | --------- | ---- |
| 1.   | FBC Liberec Crazy Girls | 22   | 18   | 0     | 2    | 0     | 2    | 163 : 411 | 56   |
| 2.   | HFK Děkanka             | 22   | 16   | 1     | 1    | 2     | 2    | 138 : 411 | 53   |
| 3.   | Tatran Střešovice       | 22   | 16   | 2     | 1    | 0     | 3    | 123 : 341 | 53   |
| 4.   | Akcent Sparta Praha     | 22   | 13   | 2     | 1    | 1     | 5    | 168 : 491 | 45   |
| 5.   | 1. SC SSK Vítkovice     | 22   | 14   | 0     | 1    | 0     | 7    | 107 : 541 | 43   |
| 6.   | VSK VUT Bulldogs Brno   | 22   | 11   | 1     | 2    | 0     | 8    | 185 : 721 | 37   |
| 7.   | RFK Pohoda Praha        | 22   | 9    | 0     | 1    | 1     | 11   | 153 : 801 | 29   |
| 8.   | VSK VŠB-TU Ostrava      | 22   | 6    | 0     | 2    | 2     | 12   | 171 : 107 | 22   |
| 9.   | Lhokamo Praha           | 22   | 7    | 0     | 0    | 1     | 14   | 146 : 116 | 22   |
| 10.  | TJ MEZ Vsetín           | 22   | 4    | 1     | 1    | 0     | 16   | 136 : 111 | 15   |
| 11.  | SK JME Jihlava          | 22   | 4    | 0     | 0    | 0     | 18   | 149 : 142 | 12   |
| 12.  | Panthers Otrokovice     | 22   | 1    | 0     | 0    | 0     | 21   | 145 : 137 | 3    |

## Play-off
Čtvrtfinále a semifinále se hrály na dva vítězné zápasy, finále na tři. O třetí místo se hrál jeden zápas.

### Pavouk
|  | Čtvrtfinále             | Čtvrtfinále         |                         |   | Semifinále | Semifinále |  |  | Finále | Finále |
|  |                         |                     |                         |   |            |            |  |  |        |        |
|  |                         |                     |                         |   |            |            |  |  |        |        |
|  | FBC Liberec Crazy Girls | 2                   |                         |   |            |            |  |  |        |        |
|  | FBC Liberec Crazy Girls | 2                   |                         |   |            |            |  |  |        |        |
|  | VSK VŠB-TU Ostrava      | 0                   |                         |   |            |            |  |  |        |        |
|  | VSK VŠB-TU Ostrava      | 0                   | FBC Liberec Crazy Girls | 2 |            |            |  |  |        |        |
|  |                         |                     | FBC Liberec Crazy Girls | 2 |            |            |  |  |        |        |
|  |                         | 1. SC SSK Vítkovice | 0                       |   |            |            |  |  |        |        |
|  | Akcent Sparta Praha     | 1. SC SSK Vítkovice | 0                       | 0 |            |            |  |  |        |        |
|  | Akcent Sparta Praha     |                     |                         | 0 |            |            |  |  |        |        |
|  | 1. SC SSK Vítkovice     | 2                   |                         |   |            |            |  |  |        |        |
|  | 1. SC SSK Vítkovice     | 2                   | FBC Liberec Crazy Girls | 3 |            |            |  |  |        |        |
|  |                         |                     | FBC Liberec Crazy Girls | 3 |            |            |  |  |        |        |
|  |                         | HFK Děkanka         | 1                       |   |            |            |  |  |        |        |
|  | HFK Děkanka             | HFK Děkanka         | 1                       | 2 |            |            |  |  |        |        |
|  | HFK Děkanka             |                     |                         | 2 |            |            |  |  |        |        |
|  | RFK Pohoda Praha        | 0                   |                         |   |            |            |  |  |        |        |
|  | RFK Pohoda Praha        | 0                   | HFK Děkanka             | 2 |            |            |  |  |        |        |
|  |                         |                     | HFK Děkanka             | 2 |            |            |  |  |        |        |
|  |                         | Tatran Střešovice   | 1                       |   |            |            |  |  |        |        |
|  | Tatran Střešovice       | Tatran Střešovice   | 1                       | 2 |            |            |  |  |        |        |
|  | Tatran Střešovice       |                     |                         | 2 |            |            |  |  |        |        |
|  | VSK VUT Bulldogs Brno   | 0                   |                         |   |            |            |  |  |        |        |
|  | VSK VUT Bulldogs Brno   | 0                   |                         |   |            |            |  |  |        |        |

### Čtvrtfinále
FBC Liberec Crazy Girls – VSK VŠB-TU Ostrava 2 : 0 na zápasy
- Ostrava – Liberec 12 : 21 (0:6, 1:8, 1:7)
- Liberec – Ostrava 14 : 12 (5:0, 4:0, 5:1)

HFK Děkanka – RFK Pohoda Praha 2 : 0 na zápasy
- Pohoda – Děkanka 2 : 5 (0:1, 1:4, 1:0)
- Děkanka – Pohoda 9 : 0 (2:0, 6:0, 1:0)

Tatran Střešovice – VSK VUT Bulldogs Brno 2 : 0 na zápasy
- Bulldogs – Tatran 1 : 3 (0:1, 0:2, 1:0)
- Tatran – Bulldogs 5 : 3 (1:1, 2:1, 2:1)

Akcent Sparta Praha – 1. SC SSK Vítkovice 0 : 2 na zápasy
- Vítkovice – Sparta 4 : 1 (0:0, 1:0, 3:1)
- Sparta – Vítkovice 1 : 3 (0:1, 1:2, 0:0)

### Semifinále
FBC Liberec Crazy Girls – 1. SC SSK Vítkovice 2 : 0 na zápasy
- Vítkovice – Liberec 4 : 9 (1:3, 2:4, 1:2)
- Liberec – Vítkovice 5 : 3 (2:0, 2:1, 1:2)

HFK Děkanka – Tatran Střešovice 2 : 1 na zápasy
- Tatran – Děkanka 7 : 0 (1:0, 4:0, 2:0)
- Děkanka – Tatran 4 : 3ts (0:0, 2:2, 1:1, 0:0)
- Děkanka – Tatran 4 : 3ts (0:0, 3:0, 0:3, 0:0)

### Finále
FBC Liberec Crazy Girls – HFK Děkanka 3 : 1 na zápasy
- Liberec – Děkanka 3 : 2 (1:1, 2:0, 0:1)
- Děkanka – Liberec 5 : 0 (2:0, 1:0, 2:0)
- Liberec – Děkanka 3 : 2 (3:1, 0:0, 0:1)
- Děkanka – Liberec 3 : 8 (0:5, 2:0, 1:3)

### O 3. místo
Tatran Střešovice – 1. SC SSK Vítkovice 6 : 4 (3:0, 1:2, 2:2)

### Konečná tabulka
| Pořadí           | Tým                     |
| ---------------- | ----------------------- |
| Zlatá medaile    | FBC Liberec Crazy Girls |
| Stříbrná medaile | HFK Děkanka             |
| Bronzová medaile | Tatran Střešovice       |
| 4.               | 1. SC SSK Vítkovice     |
| 5.               | Akcent Sparta Praha     |
| 6.               | VSK VUT Bulldogs Brno   |
| 7.               | RFK Pohoda Praha        |
| 8.               | VSK VŠB-TU Ostrava      |